# John Okafor
John Ikechukwu Okafor, conocido popularmente como Sr. Ibu (Nkanu West, 17 de octubre de 1961 - Lagos, 2 de marzo de 2024) fue un actor y comediante nigeriano. Apareció en más de doscientas películas de Nollywood, incluidas las de la serie Mr. Ibu .

## Biografía
Okafor nació el 17 de octubre de 1961. Era de Umunekwu en la antigua región oriental de Nigeria (ahora en Nkanu West LGA, estado de Enugu ). Después de la escuela primaria y la muerte de su padre en 1974, Okafor se mudó a Sapele para quedarse con su hermano. En Sapele, hizo trabajos de baja categoría para poder ir a la escuela y mantener a su familia. Okafor luego trabajó como peluquero, incursionó en la fotografía y también trabajó en una empresa que producía cajas. Después de la escuela secundaria, fue admitido en la Facultad de Educación de Yola, pero lo abandonó debido a dificultades económicas. Posteriormente se matriculó en el Instituto de Gestión y Tecnología (IMT), Enugu.
Okafor actuó en más de 200 películas de Nollywood, incluidas Mr. Ibu (2004), Mr. Ibu 2 (2005), Mr. Ibu and His Son, Coffin Producers, Husband Suppliers, International Players, Store Keeper (2006), Issakaba (1999). , Mr. Ibu en Londres (2005), Police Recruit (2003), Bafana Bafana (2007), 9 Wives (2005), Ibu in Prison (2006) y Keziah (2007).
Okafor era conocido como el " Borat de Nigeria" y en 2012 describió la homosexualidad en Nollywood como similar a un virus, diciendo: "Si hay alguna manera en este mundo de que la gente pueda obligarlos a detenerla o matarla, por favor háganla".
Okafor también incursionó en la música por un corto período de tiempo. El 15 de octubre de 2020 lanzó sus canciones tituladas "This girl" y "Do you know".

### Enfermedad y muerte
En octubre de 2023, Okafor reveló que padecía una dolencia que amenazaba con obligarle a amputarle una pierna. Dijo que le sorprendió el problema mientras estaba en el set de una película con otros actores de Nollywood. Hizo un llamado a sus fanáticos y al público para que oren y reciban ayuda financiera para cubrir sus facturas médicas. También compartió un vídeo de sí mismo acostado en una cama de hospital, expresando su miedo a perder la pierna. La Fundación Abubakar Bukola Saraki, creada por el expresidente del Senado de Nigeria, pagó todos los gastos médicos de Okafor a partir del 18 de octubre de 2023. La fundación también afirmó que Okafor todavía necesitaba mucha ayuda financiera para mantenerse en el hospital y viajar al extranjero para recibir tratamiento adicional.
En noviembre de 2023, Okafor sufrió la amputación de una pierna tras sufrir una enfermedad que requirió siete cirugías. Su familia dijo que la amputación se hizo para mantenerlo con vida y aumentar sus posibilidades de recuperación.
Okafor murió en el Hospital Evercare de Lagos, Nigeria, el 2 de marzo de 2024 a la edad de 62 años como resultado de un paro cardíaco. Después de su muerte, su hija adoptiva Jasmine cambió el nombre de su cuenta de TikTok con un millón de seguidores a su propio nombre y eliminó todos los videos en los que no aparecía ella.